# Fiedieracija riegbi Rossii
Federacja Rugby Rosji (ros. Федерация регби России, Fiedieracija riegbi Rossii) – ogólnokrajowy związek sportowy, działający na terenie Rosji, posiadający osobowość prawną, będący jedynym prawnym reprezentantem rosyjskiego rugby 15-osobowego i 7-osobowego, zarówno wśród mężczyzn jak i kobiet we wszystkich kategoriach wiekowych w kraju i za granicą. Siedziba związku mieści się w stolicy kraju Moskwie. W latach 1917–1992, rosyjskie rugby było podporządkowane Federacji Rugby ZSRR (ros. Федерация регби СССР, Fiedieracyja regbi SSSR). Po rozpadzie ZSRR, Związek Rugbistów Rosji, który został założony w 1992, został spadkobiercą byłej Federacji Rugby ZSRR. Prezesem od 2003 jest Wiaczesław Kopjew.